# Hotel Grand Brighton
L'Hotel Grand Brighton és un històric hotel d'estil victorià, situat davant del mar a Brighton, a la costa sud d'Anglaterra. Dissenyat per John Whichcord Jr. i construït el 1864, estava destinat als membres de les classes altes que estiuejaven a Brighton, i segueix sent un dels hotels més exclusius de la ciutat.

## La bomba del 1984
L'Exèrcit Republicà Irlandès (IRA) hi va fer explotar una bomba la matinada del 12 d'octubre de 1984, durant la conferència del Partit Conservador, en un intent d'assassinar la primera ministra Margaret Thatcher. La bomba havia estat amagada sota el terra del bany d'una habitació de l'hotel tres setmanes abans.
Thatcher va sobreviure a l'atemptat, però en l'atac van morir altres cinc persones, entre les quals hi havia Roberta Wakeham, esposa del cap del govern del govern John Wakeham, i el diputat conservador Sir Anthony Berry. Norman Tebbit, membre del gabinet, va resultar ferit, juntament amb la seva dona Margaret, que va quedar invalida. Thatcher va insistir que la conferència s'obriria puntualment l'endemà i va fer la seva intervenció tal com estava previst per desafiar els autors de l'atemptat. L'hotel va ser reobert el 28 d'agost de 1986.
Sobre aquest fet històric l'escriptor Jonathan Lee va situar la seva novel·la High Dive, publicada el 2015, guardonada amb nombrosos premis tant al Regne Unit com als Estats Units. També ha estat editada en català per Edicions del Periscopi, ("El gran salt", 2017).